# Кошеве
Кошеве́ (каз. Кошевой) — село у складі Карасуського району Костанайської області Казахстану. Входить до складу Карамирзинського сільського округу.
Населення — 123 особи (2021; 304 у 2009, 441 у 1999, 991 у 1989).